# Méson theta
Não deve ser confundido como o θ+ do τ–θ quebra cabeça, que é identificado como sendo um kaon, ou com o Θ+ e Θ+c,anteriormente pensadas a serem pentaquarks.
O méson theta (Θ) é uma hipotética forma de quarkônio (ou seja um méson formado por um quark e seu antiquark correspondente). O méson theta é formado por um quark top e por um antiquark top. Como todo o méson, o seu sabor é nulo (a superioridade do quark top se anula com a do antiquark top (1-1=0).
É o méson quarkônio equivalente dos mésons phi (quark s-antiquark s), psi (quark charme-antiquark charme) e upsilon (quark b-antiquark b). Como o tempo de vida do quark top é inferior ao tempo mínimo para que a interação forte se manifeste juntando o par quark top-antiquark top, os mésons thetas não devem provavelmente serem produzidos em experimentos.